# مقبرة فلونتيرن

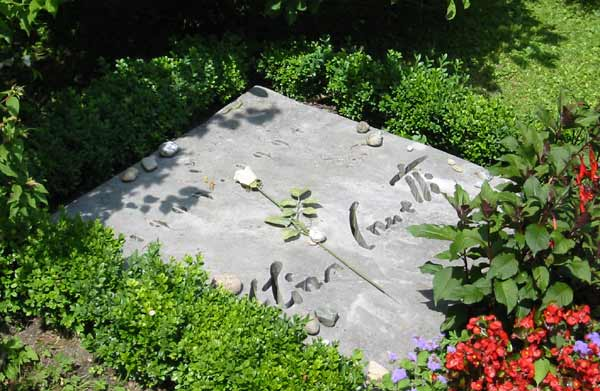

مقبرة فلونتيرن Fluntern Cemetery هي مقبرة تقع في مدينة زيورخ في سويسرا. 
دفن بها العديد من المشاهير منهم: جيمس جويس (الروائي الأيرلندي الشهير صاحب رواية أوليسس وسكان دبلن)، إميل أبدرهالدن، أنيتا أوغسبورغ، نورا بارناكل، فريدريش هيغار.